# Matoller del Camerun
El matoller del Camerun (Bradypterus bangwaensis) és una espècie d'ocell de la família dels locustèl·lids (Locustellidae). Es troba en una àrea fragmentada al nord-oest del Camerun i una petita part del sud-est de Nigèria. Habita els matollars tropicals i subtropicals d'altura i els boscos tropicals i subtropicals de frondoses humits de l'estatge montà. El seu estat de conservació es considera de risc mínim.